# 僑興路
僑興路（英語：Kiu Hing Road）是香港元朗區最長的交通道路之一，位於十八鄉大棠西面部份，建於1960年代末。僑興路北接大棠路，起點位於大棠村村口，經過黃泥墩村後沿元朗明渠向元朗市中心延伸，在馬田壆北接公庵路和大樹下東路終結。

## 歷史
僑興路建於1960年末，通車時只是指由大棠村至黃泥墩村的一段雙線雙程的工程道路。該路段在1970年代初開放予村民使用，於1978年命名為僑興路。
1960年代中，元朗明渠工程將原山貝河河道改道，建成一條由元朗市中心延伸至大棠的明渠，明渠在大棠的一端分支到公庵山和黃泥墩村。明渠兩旁的平行工程道路於1970年代中開放予村民使用，便利十八鄉居民。東邊雙線雙程的道路名為公庵路；西邊的道路只有單線雙程，非常狹窄而且沒有預留行人路，開放後一直未有命名。僑興路沿路沒有公共交通，過往居民除了可到黃泥墩村乘搭K66巴士或過橋到公庵路乘搭39號專綫小巴外，亦有不少居民選擇騎單車沿僑興路進出元朗市。
2002年，該條未命名道路始被命名為僑興路。2006年，十八鄉路落成後，馬田壆一段僑興路被改作只可南行，其餘路段不准掛接車輛進入。由於十八鄉人口和工場、貨倉數目急增，單線雙程的僑興路早已飽和，因十八鄉路交界道路規劃不善和對頭車拒絕讓車而經常擠塞。

## 近年發展

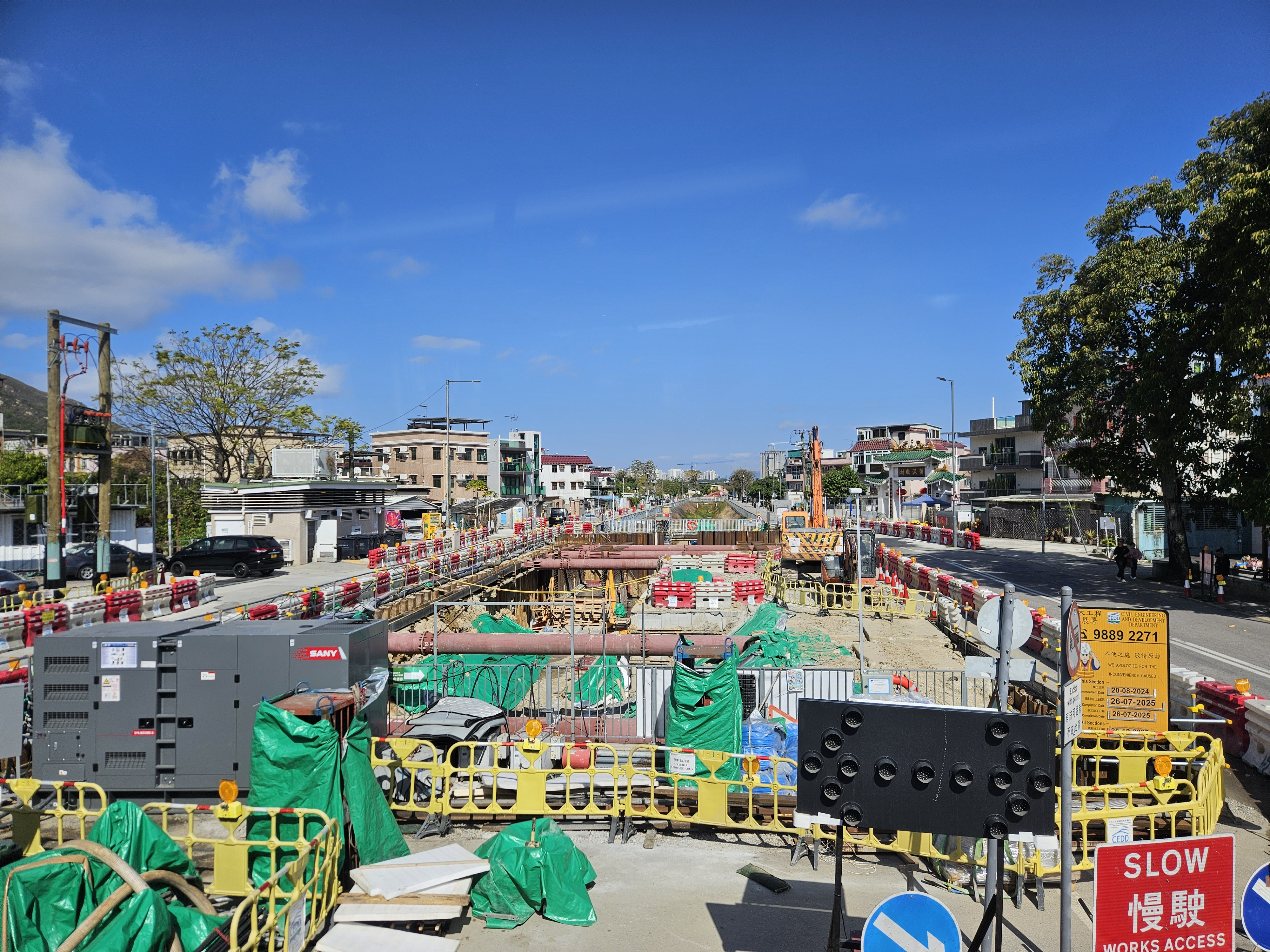
公庵路明渠正進行覆蓋工程

2018年，政府落實元朗南發展計劃，運輸署將就僑興路和公庵路進行改善工程以緩減塞車問題。

## 事件
- 2019年，一輛私家車沿僑興路往大棠方向行駛，在木橋頭村外從後撞到兩位騎單車的男子。其中一名傷者當場死亡，另一名傷者昏迷院治理。意外後，私家車司機離開現場，潛逃半天後被捕。

## 途經地點
- 大棠村
- 大棠山
- 黃泥墩村
- 白沙村
- 木橋頭村
- 田寮村
- 馬田壆

## 交匯道路
- 大樹下東路
- 大樹下西路
- 公庵路
- 十八鄉路
- 黃泥墩村路
- 大棠山道
- 大棠路

## 附註
1. ↑  . 東方日報. 2014-11-11. （原始内容存档于2022-10-07）.
2. ↑  余敏欽. . 香港經濟日報. 2022-04-20  [2022-10-06]. （原始内容存档于2022-10-06）.